# Jeordie White
Jeordie Osbourne White, (* 20. června 1971) také známý pod pseudonymem Twiggy Ramirez – převzato od modelky Twiggy a sériového vraha Richarda Ramireze, je americký muzikant, multiinstrumentalista a vokalista (Goon Moon). Byl baskytaristou kapely Marilyn Manson v letech 1993–2002 a poté v letech 2008–2017. Dále byl známý jako baskytarista Nine Inch Nails, se kterými nahrál album Beside You In Time (live). Přispěl také k projektu Billa Howerdela – A Perfect Circle.
Jako dítě se přestěhoval na Floridu, kde vyrostl a potkal se s Marilynem Mansonem. Twiggyho prý nejvíce ovlivnili Iron Maiden, Bauhaus a Twisted Sister. V roce 1987 založili hudební projekt Satan on Fire. Tento projekt se rozpadl, ale znovu založili nový projekt Mrs. Scabtree, který také neprorazil. Na dobu se jejich cesty rozešly. Až se v březnu roku 1993 se připojil k Mansonovým Spooky Kids (nahradil Gidgeta Geina, protože ten byl neustále pod vlivem heroinu). Po dvou změnách jména se kapela konečně přejmenovala na Marilyn Manson. Twiggy opustil kapelu 29. května 2002 protože že se mu nelíbilo jakou cestou se kapela vydávala (nahradil ho Tim Skold). Vypadalo to, že se Twiggyho a Mansonovy cesty navždy (alespoň v hudební tvorbě) rozešly ale překvapivě se Twiggy 9. ledna 2008 vrátil, aby mohl odehrát druhou americkou část turné Rape Of World.
Dne 25. října 2017 byl z kapely vyhozen pravděpodobně z důvodu obvinění ze znásilnění. Nahradil jej Juan Alderete, se kterým kapela poprvé vystoupila 5. června 2017 v Mexiku.
Umí také hrát na flétnu.

## Diskografie

### Amboog-A-Lard
- 1993: A New Hope

### Marilyn Manson
- 1994: Portrait of an American Family
- 1995: Smells Like Children
- 1996: Antichrist Superstar
- 1998: Mechanical Animals
- 1999: The Last Tour On Earth (live)
- 2000: Holy Wood (In the Shadow of the Valley of Death)
- 2004: Lest We Forget (best of album)
- 2009: The High End of Low
- 2012: Born Villain
- 2015: The Pale Emperor

### The Desert Sessions
- 2003: Volumes 9 & 10

### A Perfect Circle
- 2003: Thirteenth Step
- 2004: eMOTIVe
- 2004: aMOTION

### Nine Inch Nails
- 2007: Beside You In Time

### Goon Moon
- 2005: I Got a Brand New Egg Layin' Machine
- 2007: Licker's Last Leg

### Soundtrack work
- 1998: Dead Man on Campus Soundtrack ("I Only Want to Be With You" with Twiggy)
- 2005: Goal! Soundtrack ("Cast No Shadow (UNKLE Beachhead Mix)" Oasis)

### Oasis
- 2008: I'm Outta Time (Remix)